# Merenii de Jos
Merenii de Jos – wieś w Rumunii, w okręgu Teleorman, w gminie Mereni. W 2011 roku liczyła 1760 mieszkańców.